# Корбин, Роберт
Роберт Корбин (англ. Robert Corbin; род. 1948, Линден) — политический деятель Гайаны. С 2003 по 2012 год являлся лидером оппозиционного Народного национального конгресса (ННК). Был главой партии на парламентских выборах 2006 года.

## Биография
Родился в Линдене. Работал в министерстве по делам молодежи пресвитерианской церкви, а затем получил образование в области социальной работы и права в Университете Гайаны и юридической школе Хью Вудинга в Тринидаде и Тобаго. C 1966 по 1977 год работал социальным работником и в эти годы вступил в молодежное отделение Народного национального конгресса («Молодёжное социалистическое движение») прежде чем занять место в Центральном исполнительном комитете партии.
В 1973 году был впервые избран в Национальную ассамблею Гайаны, стал одним из ведущих представителей ННК, работая старшим вице-председателем и генеральным секретарем, а также возглавлял ряд правительственных министерств, включая должность заместителя премьер-министра с 1985 по 1992 год. В 2000 году избран председателем ННК, а в декабре 2002 года стал исполняющим обязанности лидера партии после смерти Десмонда Хойта. В феврале 2003 года стал официально избранным руководителем ННК.
В 2006 году поражение ННК на выборах в законодательные органы власти привело к тому, что руководящие навыки Роберта Корбина подверглись сомнениям, хотя в конечном итоге два его потенциальных конкурента проиграли ему в борьбе за партийное лидерство. В 2010 году его временно сменил на посту председателя Бишвайшвар Рамсароп. В июле 2012 года Роберт Корбин уступил пост лидера партии Дэвиду Грейнджеру.
Роберт Корбин состоит в брак, имеет пять взрослых детей. После ухода из политики занялся адвокатской практикой. Является младшим братом певца и актёра Сола Рэй.